# Okręg wyborczy Carlow Borough
Okręg wyborczy Carlow Borough powstał w 1801 r. i wysyłał do brytyjskiej Izby Gmin jednego deputowanego. Okręg obejmował miasto Carlow w Irlandii. Został zlikwidowany w 1885 r.

## Deputowani do brytyjskiej Izby Gmin z okręgu Carlow Borough
- 1801–1801: Henry Prittie
- 1801–1801: Francis Aldborough Prittie
- 1801–1806: Charles Montague Ormsby, torysi
- 1806–1806: Michael Symes
- 1806–1807: Frederick Robinson, torysi
- 1807–1812: Andrew Strahan, torysi
- 1812–1818: Frederick John Falkiner
- 1818–1826: Charles Harvey-Saville-Onley, torysi
- 1826–1832: Charles Bury, lord Tullamore, torysi
- 1832–1835: Nicholas Aylward Vigors, Repeal Association
- 1835–1837: Francis Bruen, Partia Konserwatywna
- 1837–1839: William Henry Maule, wigowie
- 1839–1839: Francis Bruen, Partia Konserwatywna
- 1839–1841: Thomas GIsborne, wigowie
- 1841–1847: Brownlow Villiers Layard, wigowie
- 1847–1853: John Sadleir, wigowie
- 1853–1859: John Alexander, Partia Konserwatywna
- 1859–1865: John Dalberg-Acton, Partia Liberalna
- 1865–1868: Thomas Osborne Stock, Partia Liberalna
- 1868–1874: William Addis Fagan, Partia Liberalna
- 1874–1880: Henry Owen Lewis, Home Rule League
- 1880–1885: Charles Dawson, Home Rule League